# Hans Duistermaat
Johannes Jisse (Hans) Duistermaat (Haia, 20 de dezembro de 1942 — Utrecht, 19 de março de 2010) foi um matemático neerlandês.

## Obras selecionadas
- Duistermaat, J. J. (2011) [1996], Fourier integral operators, ISBN 978-0-8176-8107-4, Modern Birkhäuser Classics, Birkhäuser/Springer, New York, MR 1362544, doi:10.1007/978-0-8176-8108-1
- Duistermaat, J. J.; Guillemin, V. W. (1975), «The spectrum of positive elliptic operators and periodic bicharacteristics», Inventiones Mathematicae, 29 (1): 39–79, MR 0405514, doi:10.1007/BF01405172
- Duistermaat, J. J.; Heckman, G. J. (1982), «On the variation in the cohomology of the symplectic form of the reduced phase space», Inventiones Mathematicae, 69 (2): 259–268, MR 674406, doi:10.1007/BF01399506
- Duistermaat, J. J.; Grünbaum, F. A. (1986), «Differential equations in the spectral parameter», Communications in Mathematical Physics, 103 (2): 177–240, MR 0826863

## References
- Ban, Erik van den; Kolk, Johan (2010), «Grasping the essence. In Memoriam Hans Duistermaat (1942–2010)» (PDF), Nieuw Archief voor Wiskunde, 5/11 (4): 235–237, consultado em 10 de maio de 2013, cópia arquivada (PDF) em |arquivourl= requer |arquivodata= (ajuda) 🔗
- Guillemin, Victor; Pelayo, Álvaro; Ngoc, San Vu; Weinstein, Alan, eds. (2011), «Remembering Johannes J. Duistermaat (1942--2010)», Notices of the American Mathematical Society, ISSN 0002-9920, 58 (6): 794–802
- Vũ Ngọc, San (2011), «Johannes Jisse (dit Hans) Duistermaat (1942–2010)» (PDF), Gazette des Mathématiciens, ISSN 0224-8999 (127): 84–91, MR 2791390